# Peter Josef von Lindpaintner
Peter Josef von Lindpaintner, né le 8 ou 9 décembre 1791 et mort le 21 août 1856, est un compositeur et chef d'orchestre prussien.

## Biographie
Né à Coblence d'un père ténor, Peter Josef étudie avec Peter von Winter et Joseph Graetz. En 1819, il s'établit à Stuttgart. Certains de ses premiers opéras sont des singspiele, mais sous l'influence de Carl Maria von Weber, il s'intéresse davantage à l'opéra romantique.
De 1812 à 1819, il assume la direction musicale de l'Isartor Theater de Munich et, de 1819 à 1856, la direction de l'Orchestre de la cour de Stuttgart. Dès 1831, Mendelssohn le tient pour le meilleur chef d'orchestre d'Allemagne. Lindpaintner meurt à Nonnenhorn, en bordure du lac de Constance, en Bavière en 1856.

## Œuvres
| Opus | Titre                                                           | Genre                   | Nombre d'actes | Livret                                                                                       | Date de la première                       | Lieu, théâtre                  |
| ---- | --------------------------------------------------------------- | ----------------------- | -------------- | -------------------------------------------------------------------------------------------- | ----------------------------------------- | ------------------------------ |
| 20   | Demophoon                                                       | opéra sérieux           | 3              | Ignaz Franz Castelli                                                                         | le 29 janvier 1811                        | Munich                         |
| 94   | Der blinde Gärtner, oder Die blühende Aloë                      | singspiel               | 1              | August von Kotzebue                                                                          | le 10 juillet 1813 ou le 21 novembre 1815 | Munich, Isartortheater         |
| 143  | Die Pflegekinder                                                | singspiel               | 2              | Karl Thienemann                                                                              | 1812 ou le 19 novembre 1814               | Munich, Isartortheater         |
| 148  | Die Prinzessin von Cacambo                                      | opéra-comique           | 3              | August von Kotzebue                                                                          | 1814 ou le 2 mars 1815                    | Munich, Isartortheater         |
| 151  | Die Sternkönigin ou Das Sternenmädchen                          | conte comico-romantique | 2              | J. A. Voß                                                                                    | le 13 juillet ou septembre 1815           | Munich, Isartortheater         |
| 162  | Das Christusbild, oder Kunstsinn und Liebe                      | singspiel               | 2              |                                                                                              | mai ou juin 1816                          | Stuttgart?                     |
| 163  | Hans Max Giesbrecht von der Humpenburg oder Die neue Ritterzeit | singspiel               | 1              | August von Kotzebue                                                                          | mai ou le 6 juin 1816                     | Munich, Isartortheater         |
| 168  | Pervonte, oder Die Wünsche                                      | opéra-comique           | 3              | Lindpaintner, d'après un conte de Christoph Martin Wieland                                   | juin ou le 14 août 1816                   | Munich, Isartortheater         |
| 203  | Die Rosenmädchen                                                | singspiel               | 3              | Lindpaintner et August von Kotzebue, d'après Emmanuel Théaulon                               | le 3 juin 1818                            | Autriche, Theater an der Wien  |
| 225  | Timantes (révision de Demophoon)                                | grand opéra héroïque    | 3              | Franz Xaver Hiemer                                                                           | le 22 janvier 1820                        | Stuttgart, Hof                 |
| 231  | Sulmona                                                         | opéra                   | 3              | Lindpaintner et Hiemer, d'après Christoph Friedrich Bretzner (en)                            | le 11 avril 1823                          | Stuttgart, Hof                 |
| 235  | Der Bergkönig                                                   | opéra romantique        | 3              | Karl Hanisch                                                                                 | Le 30 janvier 1825                        | Stuttgart, Hof                 |
| 260  | Der Vampyr                                                      | opéra romantique        | 3              | Cäsar Max Heigel                                                                             | le 21 septembre 1828                      | Stuttgart, Hof                 |
| 268  | Die Amazone, oder Der Frauen und der Liebe Sieg                 | opéra                   | 3              | Ludwig Robert                                                                                | le 28 septembre 1831                      | Stuttgart, Hof                 |
| 275  | Die Bürgschaft                                                  | grand opéra             | 3              | Friedrich Ludwig Carl Biedenfeld, d'après le poème Die Bürgschaft (en) de Friedrich Schiller | le 28 septembre 1834                      | Stuttgart, Hof                 |
| 284  | Die Macht des Liedes                                            | opéra-comique           | 3              | Ignaz Franz Castelli                                                                         | le 13 mars 1836                           | Stuttgart, Hof                 |
| 295  | Die Genueserin                                                  | grand opéra romantique  | 2              | Carl Philipp Berger                                                                          | le 8 février 1839                         | Vienne, Theater am Kärntnertor |
| 332  | Die sicilianische Vesper                                        | grand opéra romantique  | 4              | Heribert Rau                                                                                 | Le 6 ou 10 mai 1843                       | Stuttgart                      |
| 364  | Lichtenstein                                                    | grand opéra             | 5              | Franz Dingelstedt, d'après le roman Lichtenstein (en) de Wilhelm Hauff                       | le 26 août 1846                           | Stuttgart                      |
| 446  | Giulia, oder die Corsen                                         | opéra                   | 4              | August Lewald (en)                                                                           | le 20 novembre 1853                       | Stuttgart                      |
| 481  | Libella                                                         | opéra                   | 2              |                                                                                              | composé en 1855, mais non interprété      |                                |

## Discographie
Les enregistrements consacrés à Lindpaintner, effectués entre 1983 et 2018, sont limités à quelques références : deux chez Koch et deux chez Naxos.
- Concertino pour clarinette, en mi bémol majeur – Dieter Klöcker (clarinette) ; Deutsches Symphonie-Orchester Berlin, dir. Jesús López Cobos (août 1983, Koch Swann 311 045 H1) (OCLC 18819766) — avec Concertos de Franz Danzi, Karl Gottlieb Reissiger et Johann Wenzel Kalliwoda.
- Concerto pour basson – Albrecht Holder ; Orchestre philharmonique de Stuttgart, dir. Nicolas Pasquet (1996, Naxos) (OCLC 806994558)
- Die sicilianische Vesper, op. 332. Opéra – Camerata Bach Choir, Poznań (chœur) ; Virtuosi Brunensis, dir. Federico Longo (23 et 25 juillet 2015, Naxos) (OCLC 1078906552)